# Bernhard Rieger (Weihbischof)

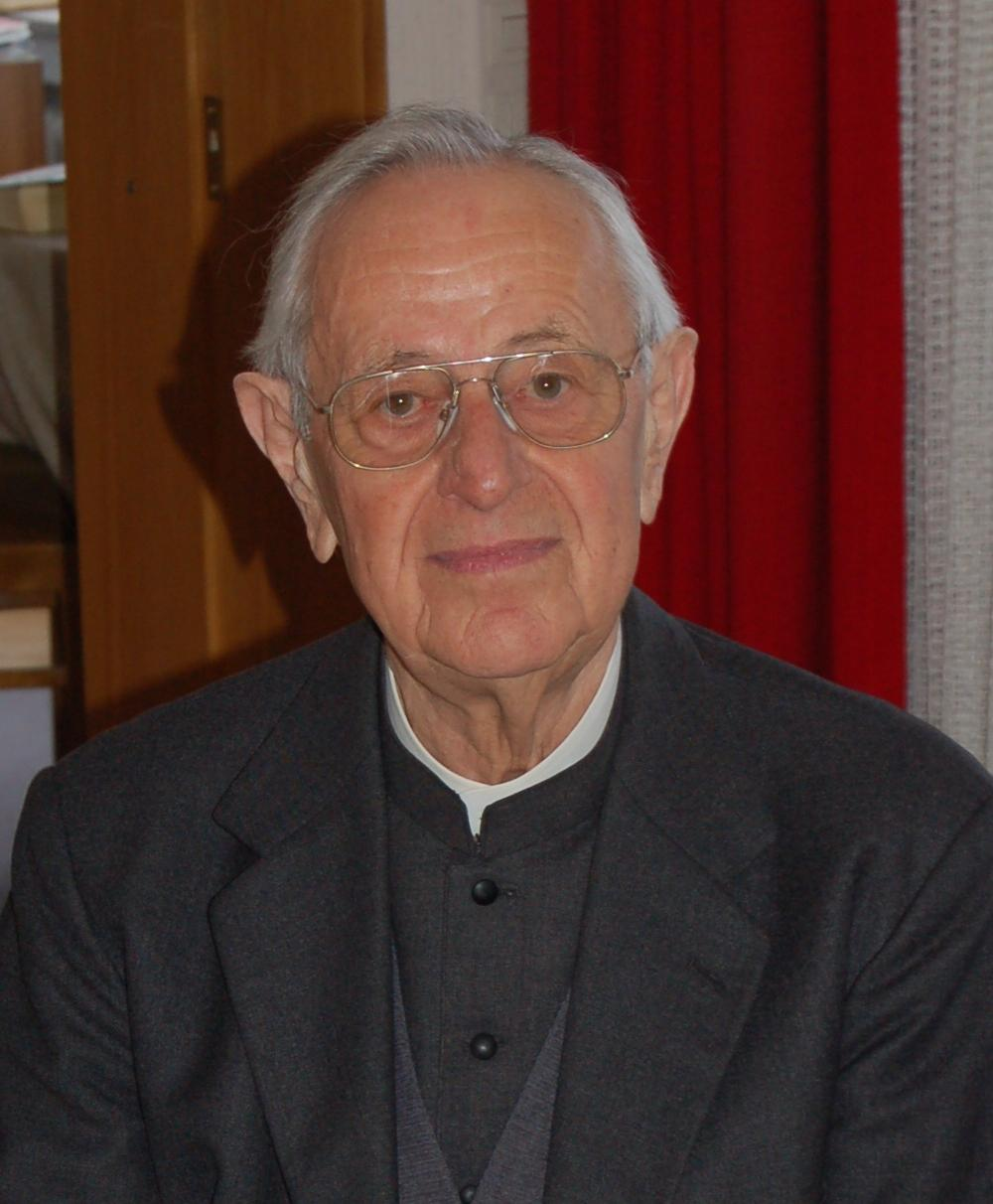
Bernhard Rieger in Kressbronn 2006

Bernhard Rieger (* 17. Dezember 1922 in Wißgoldingen; † 10. April 2013 in Kressbronn am Bodensee) war ein deutscher Geistlicher und Weihbischof in Rottenburg-Stuttgart.

## Leben
Bernhard Rieger, jüngstes von acht Kindern einer Bauernfamilie aus dem Ostalbkreis, wurde nach der Gymnasialzeit in Rottenburg und Ehingen 1940 zunächst in den Arbeitsdienst einberufen, dann zur Wehrmacht. Rieger war bis Kriegsende Soldat und  Funker an der Ost- und an der Westfront. Als Kriegsgefangener war er Seminarist im so genannten Stacheldrahtseminar in Le Coudray bei Chartres, welches zwischen 1945 und 1947 von Abbé Franz Stock als Regens geleitet wurde. In Chartres lernte er Angelo Roncalli, den damaligen Päpstlichen Nuntius in Paris und späteren Papst Johannes XXIII., kennen. Nach seinen Theologiestudium in Tübingen wurde Bernhard Rieger am 29. Juli 1951 in Ulm-Wiblingen von Bischof Carl Joseph Leiprecht zum Priester geweiht. 1954 war er zunächst Kaplan in Esslingen, später auch in Heilbronn- Sontheim, Bad Cannstatt und Leonberg sowie Aulendorf.
1957 wurde er Religionslehrer und Bischöflicher Studienrat in Saulgau und war von 1961 bis 1972 Pfarrer in Calw und zeitgleich Schuldekan. Bis 1975 wirkte er als Pfarrer in Reute und war zugleich Dekan des Dekanates Bad Waldsee.
1975 wurde er unter Bischof Georg Moser zum Ordinariatsrat und kurz darauf zum Domkapitular ernannt. 1977 erfolgte durch Papst Paul VI. die Ernennung zum Monsignore und 1983 durch Papst Johannes Paul II. zum Prälaten.
Am 20. Dezember 1984 ernannte ihn Johannes Paul II. zum Titularbischof von Tigava und zum Weihbischof in Rottenburg-Stuttgart. Am 20. Dezember 1984 empfing er im Dom zu Rottenburg durch Bischof Georg Moser die Bischofsweihe; Mitkonsekratoren waren die Weihbischöfe Anton Herre und Franz Josef Kuhnle. „Christus ist das Ja“ aus dem zweiten Brief an die Korinther war sein bischöflicher Wahlspruch.
In der Deutschen Bischofskonferenz war Rieger Mitglied der Publizistischen Kommission.
Am 31. Juli 1996 nahm Johannes Paul II. seinen Rücktritt an und Rieger zog sich nach Kressbronn am Bodensee zurück.
Rieger wurde in seinem Heimatort Wißgoldingen beigesetzt.